# Valterski Vrh
Valterski Vrh je naselje u slovenskoj Općini Škofji Loki. Valterski Vrh se nalazi u pokrajini Gorenjskoj i statističkoj regiji Gorenjskoj. 

## Stanovništvo
Prema popisu stanovništva iz 2002. godine naselje je imalo 5 stanovnika.